# Pachalik d'Uyvar
1663–1685
Entités précédentes :
- Monarchie de Habsbourg

Entités suivantes :
- Monarchie de Habsbourg

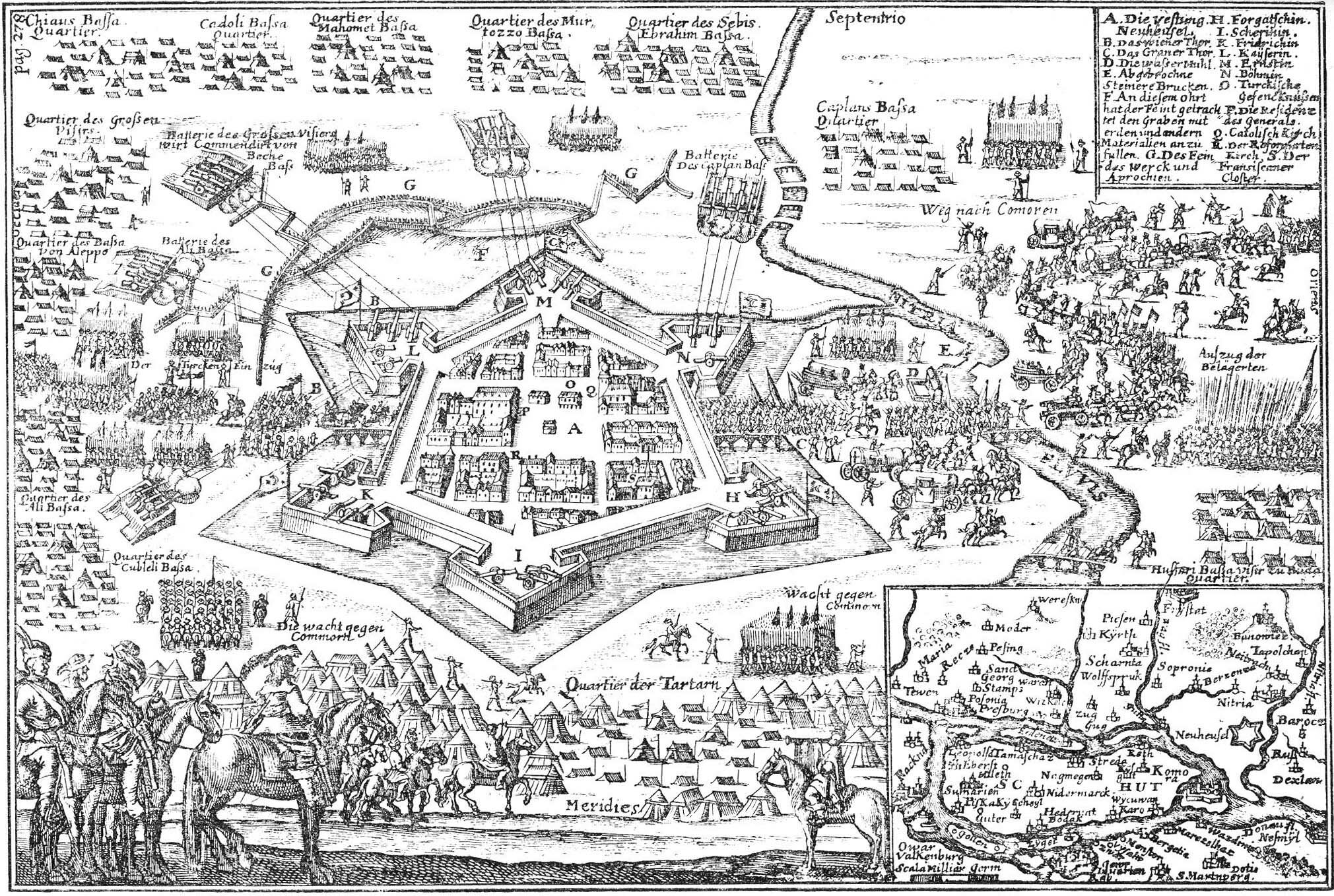
Siège de Neuhäusel (Uyvar) par les Turcs en 1663, gravure allemande.

Le pachalik d'Uyvar ou eyalet d'Uyvar (turc osmanli : Eyalet-i Uyvar ; hongrois : Újvári ejálet) était une des provinces de la Hongrie ottomane. Sa capitale était Uyvar (Újvár, aujourd'hui Érsekújvár, en hongrois ; Neuhaeusel en allemand ; Nové Zámky en slovaque).
Au XVIIe siècle, Uyvar, fortifiée par les Impériaux, est assiégée plusieurs fois par les Ottomans qui finissent par la prendre en 1663. C'est alors la forteresse la plus avancée détenue par les Turcs en Europe centrale. Au milieu d'une plaine en partie marécageuse mais fertile, elle est décrite comme une  ville petite mais bien fortifiée avec une série de bastions, des maisons en brique, des rues larges et pavées de planches. Sa garnison ordinaire compte 2 000 fantassins et 800 cavaliers.

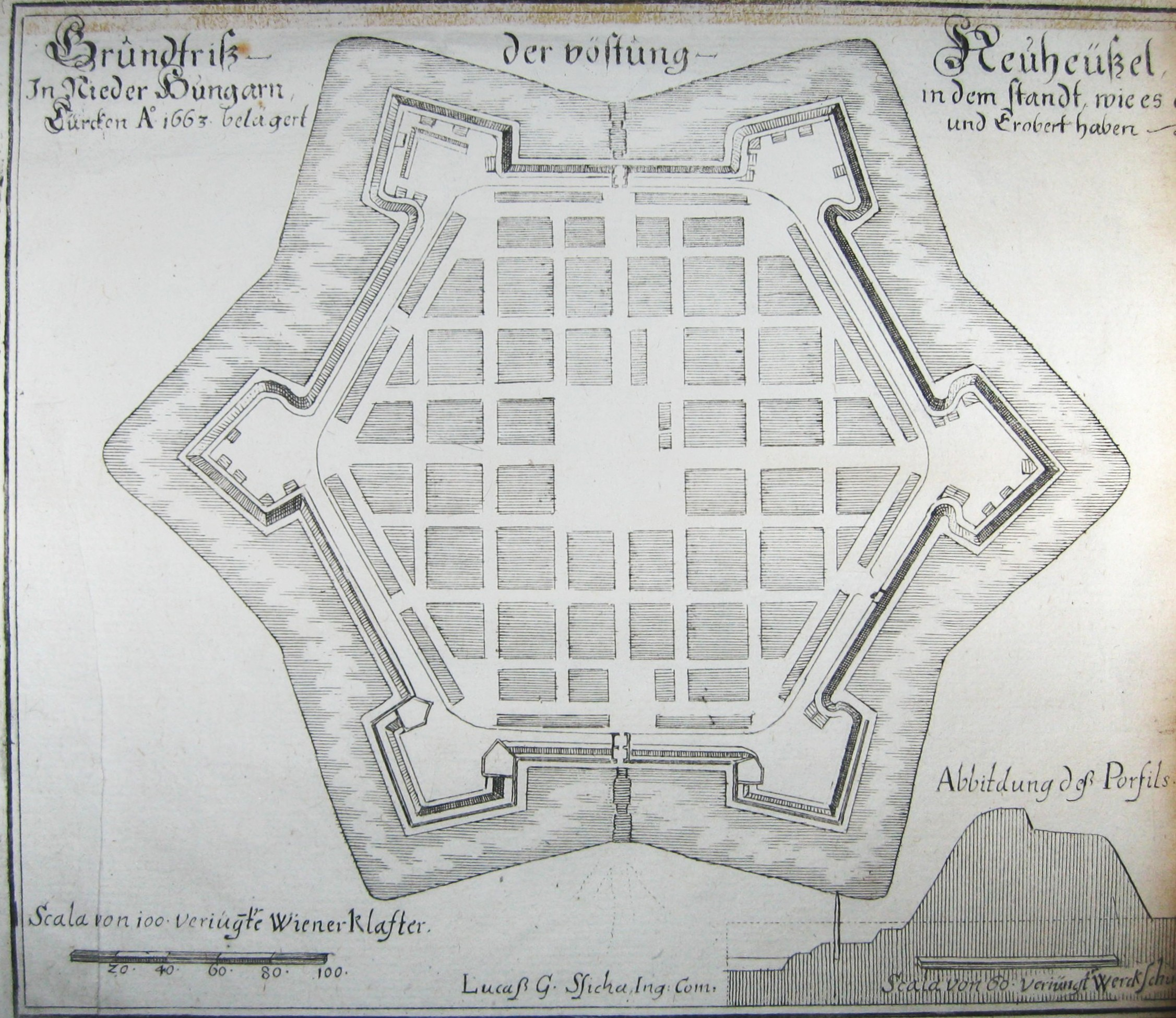
Neuhäusel / Uyvar en 1663, gravure allemande

Pendant la guerre austro-turque de 1683-1699, Uyvar est assiégée et prise d'assaut le 19 août 1685 par les troupes impériales d'Aeneas Sylvius de Caprara. Selon le récit de l'historien lorrain Augustin Calmet, six mille Turcs, femmes et enfants compris, furent massacrés par les vainqueurs :
« Alors Neuhausel devint une boucherie, & l’on y exerça tout ce qu’on a accoutumé de voir dans une place prise d’assaut, sur un ennemi odieux & cruel, & d’une religion étrangère. On n’y épargna ni âge ni sexe ; & l’on y vengea inhumainement les cruautez que les Turcs y avoient exercées contre tant d’esclaves et de captifs chrétiens. »